# Funnel-plot

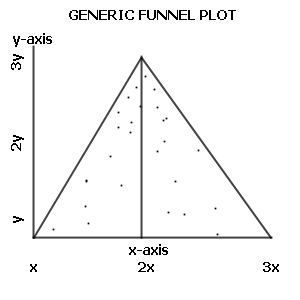
voorbeeld van een funnelplot

Een funnel-plot is een grafiek waarin voor elk individueel onderzoek het gevonden effect op de x-as uitgezet wordt tegen de standaardafwijking of de grootte van de onderzoekspopulatie op de y-as
Funnel-plots worden bijvoorbeeld gebruikt in een meta-analyse om te beoordelen of er aanwijzingen zijn voor publicatiebias. Een asymmetrische afbeelding kan een teken zijn van publicatiebias.